# Mas d'Elvira
El mas d'Elvira és una masia abandonada i en ruïnes situada al terme municipal de Lludient, a la comarca castellanoparlant de l'Alt Millars, en la cruïlla entre el camí de Lludient a Llucena i la senda de pujada pel barranc del Manzano a l'alt del Juncar d'Argeleta.
Documentada des del segle xviii, en l'actualitat no està registrada al mapa de l'Institut Cartogràfic Valencià, tot i que sí que és recollida al Corpus Toponímic Valencià de l'Acadèmia Valenciana de la Llengua.
El 29 d'agost de 1879 dos dels seus masovers foren detinguts per la mort violenta la nit anterior d'un veí de Lludient que passava la nit a una caseta propera, el cos del qual acabaren per cremar.